# 茨城県道104号那珂瓜連線

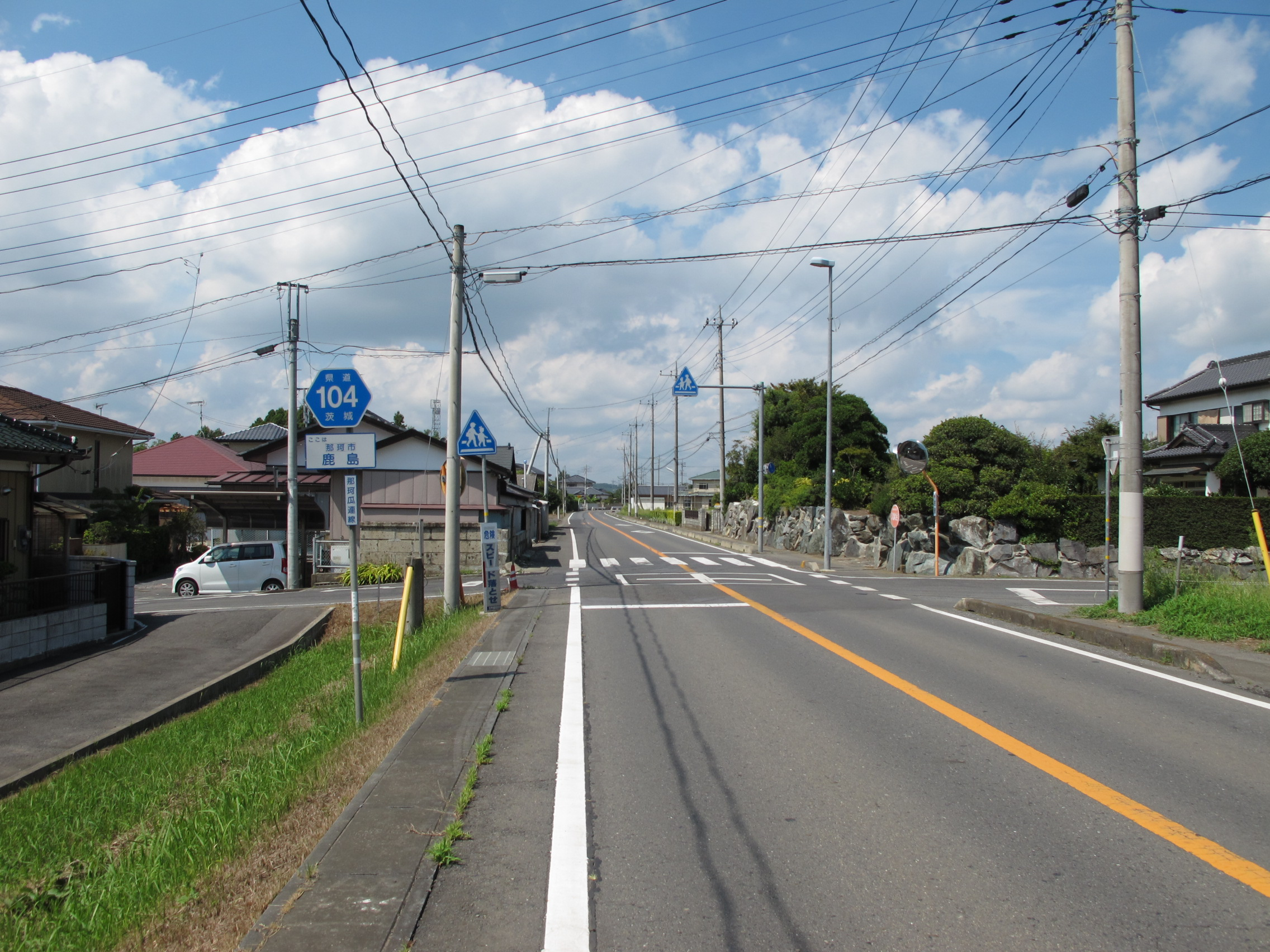
茨城県道104号那珂瓜連線
那珂市鹿島（2012年9月）

茨城県道104号那珂瓜連線（いばらきけんどう104ごう なか うりづらせん）は、茨城県那珂市内の県道である。

## 路線概要
- 起点：那珂市額田南郷字富士山道下1098番2地先（国道349号交点＝「額田西」交差点）[1]
- 終点：那珂市下大賀字竹ノ内843番1地先（国道118号交点＝「下大賀」交差点）[1]
- 総延長：4.998 km[2]
- 重用延長：0.009 km[2]
- 未供用延長：なし[2]
- 実延長：4.989 km[2]
- 自動車交通不能区間延長[注釈 1]：なし[2]

## 歴史
同名で廃止された旧路線である那珂瓜連線（那珂町菅谷 - 瓜連町大字中里・国道118号交点）とは異なる。
1994年（平成6年）4月1日、前身にあたる県道二軒茶屋瓜連線（整理番号109）は、那珂町額田南郷の国道349号・額田西交差点より東側の一部区間（東海村石上外宿 - 那珂町額田南郷）が主要地方道常陸那珂港山方線に昇格・統合されることにより廃止となり、県道二軒茶屋瓜連線の西側残存区間（那珂町額田南郷 - 瓜連町下大賀）をもって、起点を那珂郡那珂町、終点を那珂郡瓜連町とする新規路線、一般県道那珂瓜連線（整理番号427）として路線認定された。翌1995年（平成7年）に整理番号104に変更され現在に至る。

### 年表
- 1959年（昭和34年）10月14日：前身にあたる県道二軒茶屋瓜連線が路線認定される[5]。
- 1971年（昭和46年）5月6日：那珂郡瓜連町大字中里地内の隘路を改良供用開始[6]。
- 1994年（平成6年）4月1日
  - 那珂瓜連線（整理番号427）として県道路線認定[7]。
  - 道路の区域は、那珂郡那珂町大字額田南郷国道349号分岐から那珂郡瓜連町大字下大賀国道118号交点までに決定した[1]。
  - 同時に、県道二軒茶屋瓜連線（整理番号109）が廃止される[4]。
- 1995年（平成7年）3月30日：整理番号427から現在の番号（整理番号104）に変更される[8]。
- 2019年（平成31年）3月25日：那珂市瓜連 - 同市下大賀の国道118号取付道路（約0.3 km）を改良、供用開始[9]。

## 路線状況

### 重複区間
- 茨城県道62号常陸那珂港山方線（那珂市額田南郷 - 同市門部）

## 地理

### 通過自治体
- 茨城県
  - 那珂市

### 交差する道路
- 茨城県道61号日立笠間線（那珂市瓜連）

### 沿線
- JR水郡線
  - 額田駅
  - 南酒出駅
  - 瓜連駅